# St.-Laurentius-Kirche (Satrup)

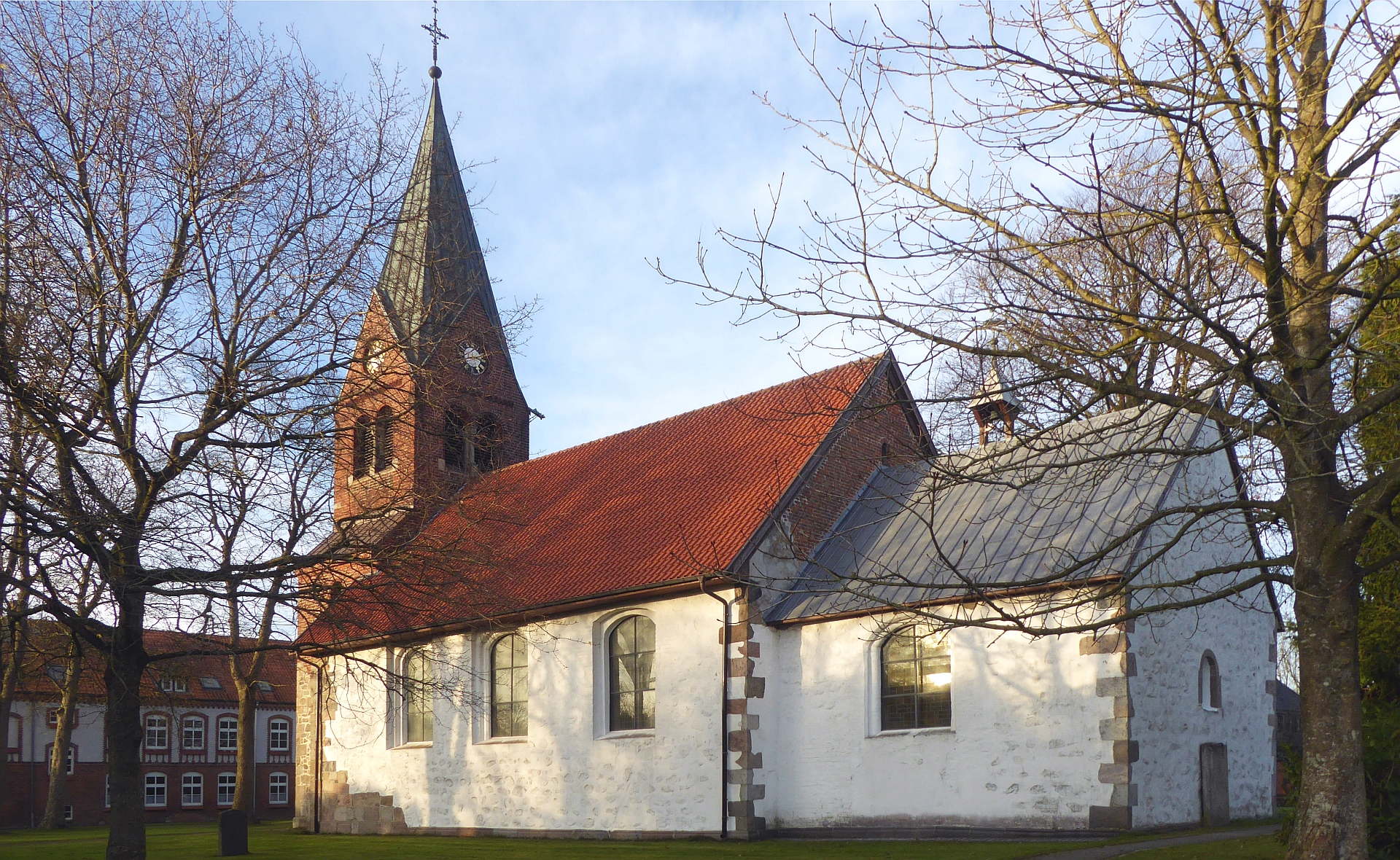
St.-Laurentiuskirche von Satrup

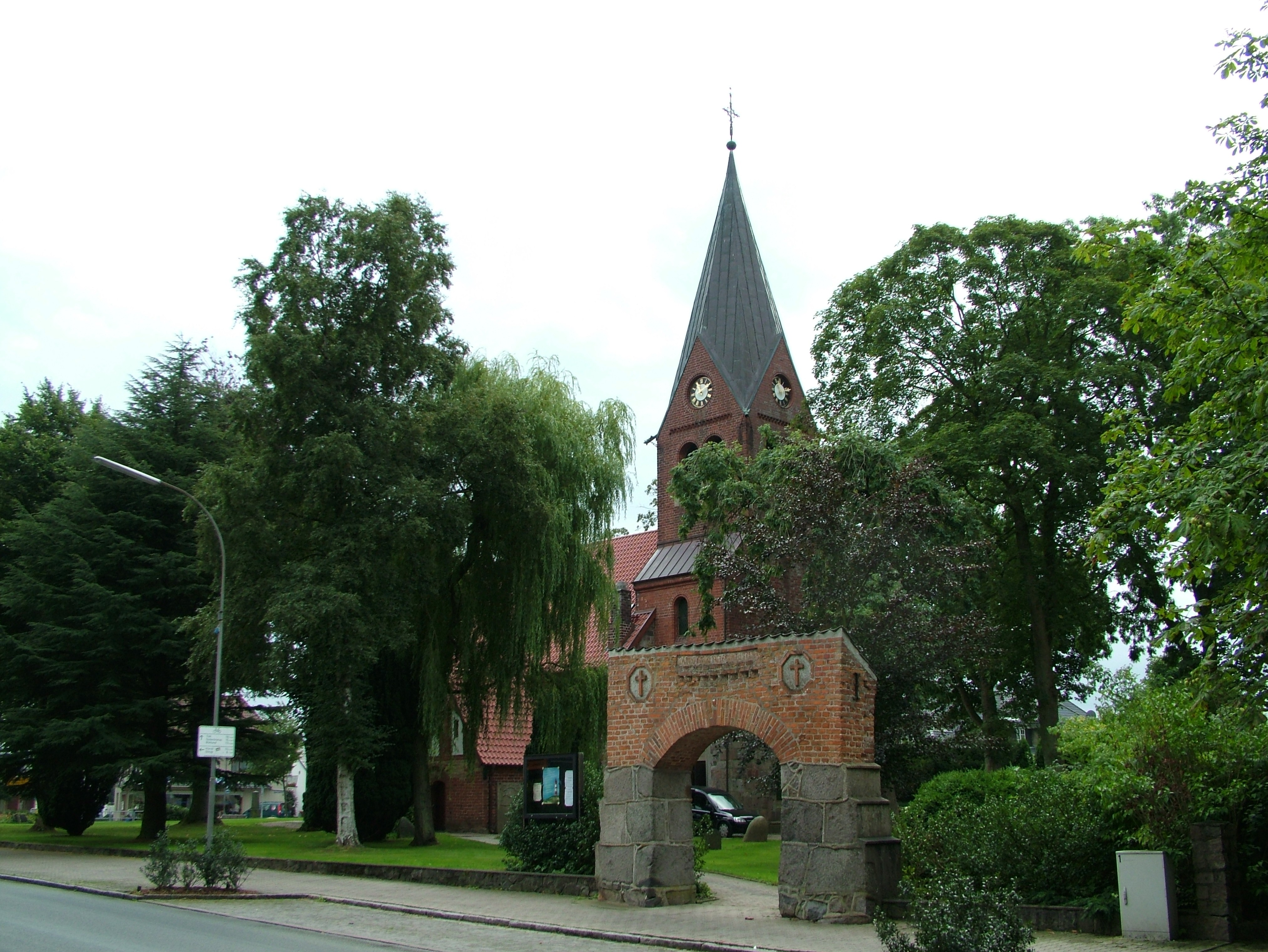
Das Kirchhofstor aus dem Jahr 1766

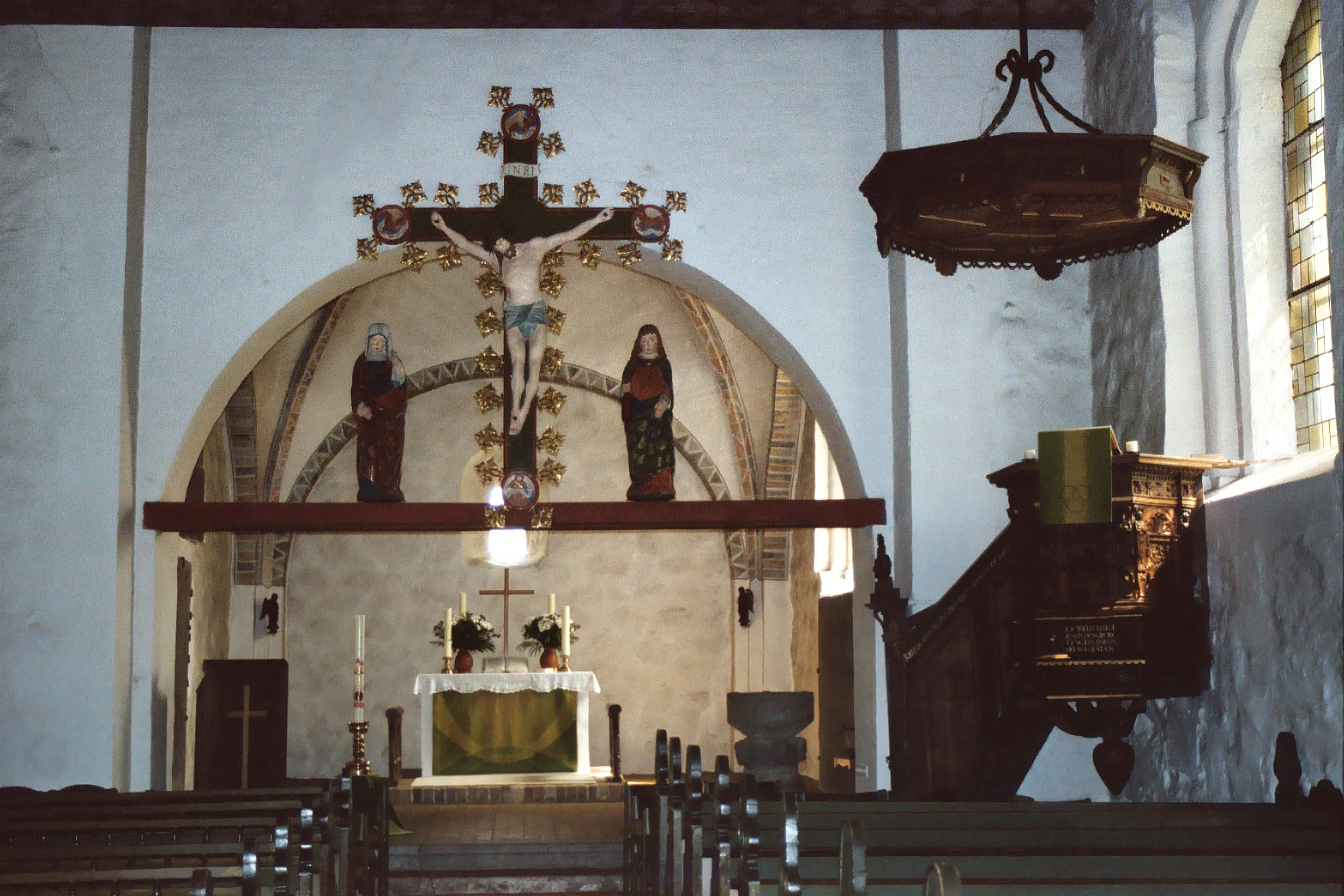
Kirchenchor mit der Triumphkreuzgruppe sowie der Kirchenkanzel

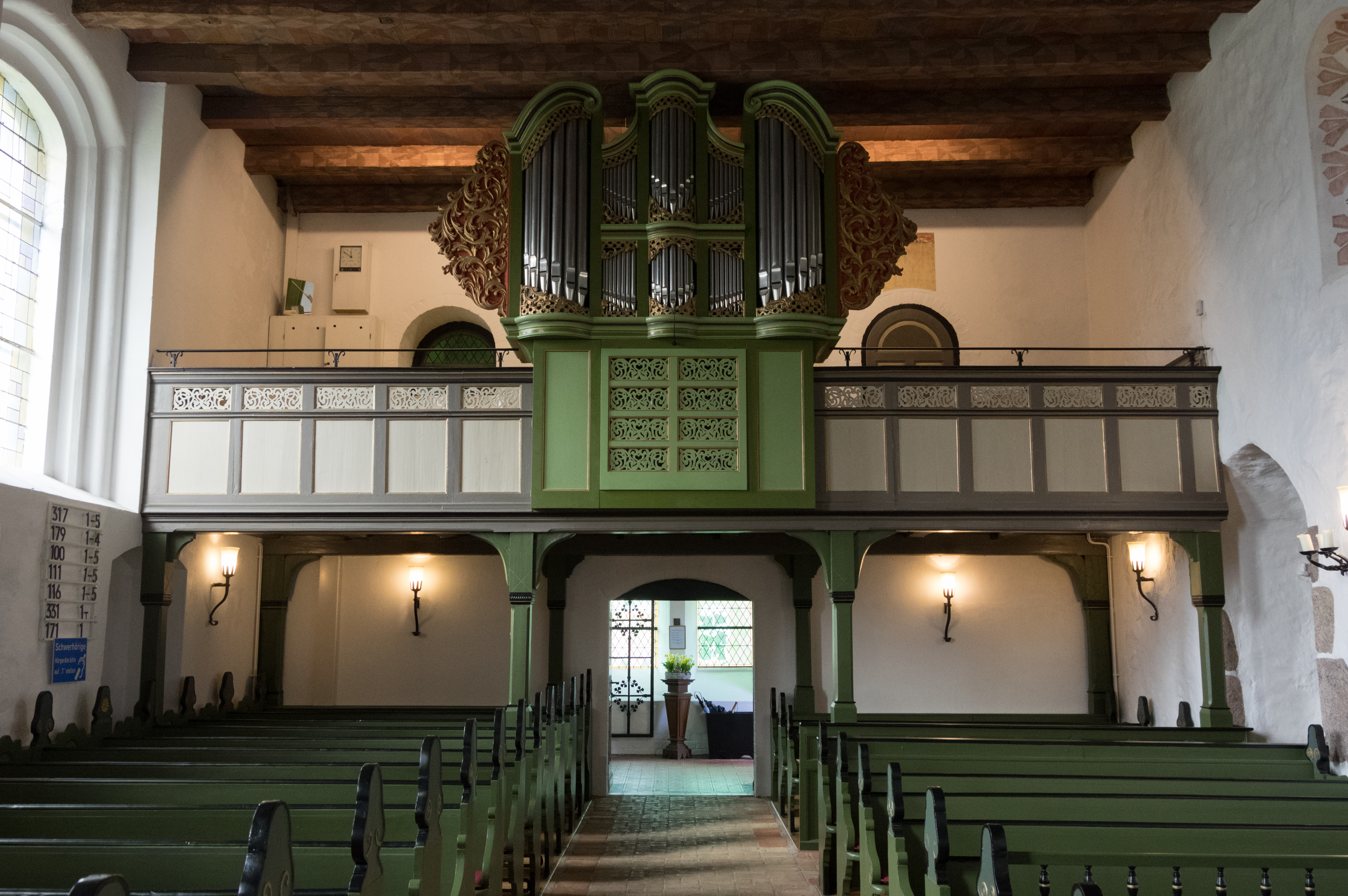
Der Kirchenraum mit der Kirchenorgel

Die St.-Laurentius-Kirche ist eine evangelisch-lutherische Kirche in Satrup, einem Ortsteil der Gemeinde Mittelangeln. Sie gehört zur Kirchengemeinde Satrup im Kirchenkreis Schleswig-Flensburg in der Evangelisch-Lutherischen Kirche in Norddeutschland.

## Bau und Ausstattung
Die Laurentiuskirche wurde um 1200 als ein romanisches Kirchenbauwerk errichtet. Die Kirche wurde aus geschichtlichen, künstlerischen und städtebaulichen Gründen als die Kulturlandschaft prägendes Bauwerk unter Denkmalschutz gestellt und ist ein Kulturdenkmal Satrups. Zudem wurden die Kirchenausstattung, der Kirchhof sowie die Grabmale bis 1870, das Kirchhofstor, der Feldsteinwall beziehungsweise die Feldsteinböschungsmauer ebenfalls als Kulturdenkmal eingetragen.

### Der Kirchenbau von außen
Wie die meisten romanischen Kirchen in Angeln besteht die St.-Laurentius-Kirche aus einem Rechteckschiff und einem schmaleren Kastenchor. Der Sockel und die Ecken sind aus Granitquadern gemauert. Die Flächen der „Feldsteinkirche“ wurden mit Feldsteinen aufgebaut.
An der Nordwestecke der Kirche, beim Turmportal, dem Haupteingang der Kirche, ist ein ins Mauerwerk eingefügter Stein mit dem Relief eines Ritters, dem „Satruper Reiter“, zu finden. Der Bildquader war bis 1903 im Vorhaus eingemauert. Der Stein soll schon in der Zeit der Errichtung der Kirche beigefügt worden sein. Der Reiter mit wehendem Mantel, einem Helm, einem Schild und einer Lanze wird als Sinnbild des Kampfes gegen das Böse gedeutet. Das Relief soll das älteste Bild eines Ritters in Schleswig-Holstein sein. Es diente als Vorlage für das Wappen der Gemeinde Satrup sowie das Wappen der Gemeinde Mittelangeln.
An der Nord- und Ostseite haben sich die schmalen romanischen Rundbogenfenster erhalten, während an der Südseite in der Spätgotik große Segmentbogenfenster eingefügt wurden. Bis Anfang des 20. Jahrhunderts besaß die Kirche lediglich einen hölzernen Glockenstapel. Im Jahr 1903 wurde nach einem Entwurf des Schleswiger Baurates Kosidowski der aus Backstein und Granit gemauerte Turm errichtet.

### Das Kircheninnere
Das Kirchenschiff überspannt eine flache Balkendecke, die der Restaurator Carl Fey-Thalmühlen 1959 ornamental bemalte. Vom Chor wird es durch einen Chorbogen getrennt, der im Zusammenhang mit der Einfügung des Kreuzrippengewölbes im Chor und dem Einbau der großen Fenster der Südwand im späten 16. oder frühen 17. Jahrhundert erweitert wurde.
Ältestes Ausstattungsstück ist die gotländische Granittaufe aus dem 13. Jahrhundert. Am Schaft unter der Kuppa befinden sich vier vollplastische Köpfe, ein König, ein Bischof, ein Teufel und ein Wolf. Die spätgotische Triumphkreuzgruppe wurde um 1500 geschaffen. Derselbe Künstler schuf vermutlich auch die beiden kleinen Engelfiguren, die heute an der Ostwand des Chores angebracht sind.
Die reichgeschnitzte Kirchenkanzel wurde im Jahr 1607 im Stil der Spätrenaissance geschaffen. Sie wird direkt oder zumindest dem indirekten Einfluss von Heinrich Ringerink zugeschrieben. Die fünf Bildfelder der Kanzel erzählen das Leben Christi von der Geburt bis zur Himmelfahrt.
Der barocke Altaraufsatz wurde 1743 von Wilhelm Buchholtz in Flensburg geschaffen. Er hängt heute an der Nordwand des Kirchenschiffes. Das große Kreuzigungsbild des Altaraufsatzes wurde von F. Rannje im Jahr 1854 gemalt. Im Chor befindet sich ein schlichter Altartisch.
Den Orgelprospekt schuf Jürgen H. Angel im Jahr 1781 in Flensburg. Das im Jahr 1903 von Sauer, Frankfurt (Oder), geschaffene Orgelwerk wurde 1977 von der Werkstatt von Beckerath, Hamburg, erneuert.

## Der Kirchhof
Das Kirchhoftor der Kirche wurde erst im Jahr 1766 aus Backsteinen gemauert. Auf dem denkmalgeschützten Kirchhof blieben Grabmale aus der Zeit vor 1870 erhalten. Offenbar befindet sich auf dem Kirchhof eine russische beziehungsweise sowjetische Kriegsgräberstätte (vgl. Russische und sowjetische Kriegsgräberstätten im Kreis Schleswig-Flensburg). Auf dem Kirchhof existierte offenbar auch ein Vertriebenendenkmal, welches aber die Oder-Neiße-Grenze in Frage stellte, und daher wohl 1991 entfernt wurde.